# (3933) Portugal
(3933) Portugal (1986 EN4) – planetoida z pasa głównego asteroid okrążająca Słońce w ciągu 5,86 lat w średniej odległości 3,25 j.a. Odkryta 12 marca 1986 roku.